# PLEPAP
Principiile Dreptului European cu Privire la Autoritatea Părintească (prescurtat PLEPAP) sunt documente emise de către Comisia Europeană privind Legislația Familiei. Comisia a fost creată la 1 septembrie 2001 și are, ca obiectiv principal armonizarea dreptului familiei în Europa. Beneficiul major preconizat prin înființarea acestei Comisii este crearea unui set de principii europene legate de dreptul familiei care să fie privite ca modele pentru armonizarea dreptului familiei în Europa.
Există mai multe seturi de principii emise de către această comisie dintre care, unul se numește Principiile Dreptului European cu Privire la Autoritatea Părintească. Documentul original în engleză se găsește la adresa web www.ceflonline.net în timp ce documentul tradus se regăsește aici.
Documentul mai sus amintit conține 39 de principii, categorisite pe 7 capitole principale. În document se explică conceptul de autoritate părintească, de titular al autorității părintești, drepturile copilului din punctul de vedere al autorități părintești, conflictul de interese, modul de exercitare a autorității părintești, locuința minorului, modul de schimbare a locuinței acestuia precum și cazurile de încetare, retragere și respectiv de reinstaurare a autorității părintești.